# Selnica ob Muri
Selnica ob Muri – wieś w Słowenii, w gminie Šentilj. W 2018 roku liczyła 1018 mieszkańców.